# إدوارد كلوديوس هيريك
إدوارد كلوديوس هيريك (بالإنجليزية: Edward Claudius Herrick)‏ هو عالم حشرات وأمين مكتبة أمريكي، ولد في 24 فبراير 1811 في نيو هيفن في الولايات المتحدة، وتوفي في 11 يونيو 1862.